# Série 0100 da CP
A Série 0100 identifica um tipo de automotora a tracção a gasóleo, que esteve ao serviço da Companhia dos Caminhos de Ferro Portugueses e da sua sucessora, Comboios de Portugal; as unidades desta série também eram conhecidas como Nohabs, em referência ao seu fabricante, ou como joaninhas, relativamente à sua forma arredondada das extremidades e às tonalidades encarnadas e pretas do seu último esquema de cores. Esta Série entrou ao serviço em 1948.

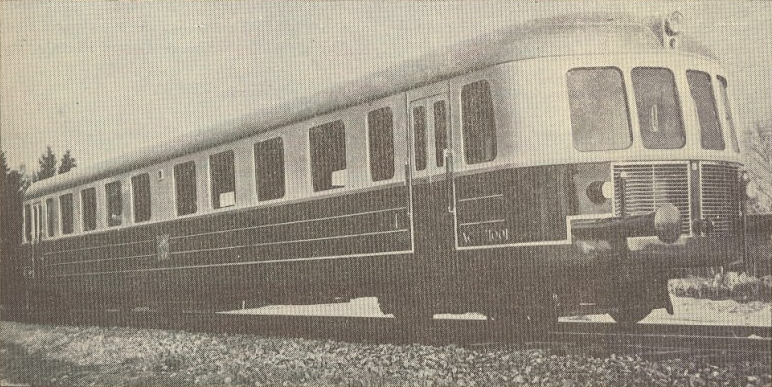
Automotora 1001, pouco tempo após a sua chegada a Portugal.

## História

### Antecedentes e encomenda
Após o final da Segunda Guerra Mundial, verificou-se uma profunda redução nas reservas de carvão no Reino Unido, o que levou a que o governo britânico tivesse colocado grandes entraves à sua exportação, incluindo a Portugal. Esta medida gerou grandes dificuldades à operação da Companhia dos Caminhos de Ferro Portugueses, uma vez que a sua frota de material motor era quase totalmente composta por locomotivas a vapor. Por outro lado, o parque motor da Companhia estava muito longe de satisfazer os padrões de qualidade exigidos pelos passageiros, sendo as locomotivas a vapor incómodas, lentas, e poluidoras, além de serem muito dispendiosas, com um consumo substancialmente superior ao material a gasóleo e eléctrico. Em termos de material rebocado, o parque de carruagens da Companhia da Companhia também se apresentava bastante precário, e incapaz de acompanhar o crescimento da procura. Desta forma, a empresa começou a planear a renovação da sua frota com material mais moderno e confortável, e que ao mesmo tempo utilizasse combustíveis alternativos ao carvão, tendo criado para este fim, em conjunto com o governo português, o Plano de Reequipamento, que deveria utilizar parte dos fundos destinados a Portugal do Plano Marshall para adquirir novo material circulante. Ao abrigo deste plano, foram encomendadas 24 automotoras à empresa sueca Nydqvist & Holm Aktiebolag (NOHAB), sendo três de via estreita, seis para as linhas do estado exploradas pela Companhia, e quinze para a rede da própria CP. Entre este material, estavam as automotoras da Série 0100. Esta encomenda contemplou igualmente o fabrico de doze atrelados de via larga.
As automotoras de via larga estavam divididas em dois tipos distintos, sendo o primeiro de caixa curta e o segundo de caixa comprida. Os atrelados de via larga podiam ser rebocados por ambos os tipos de automotora.

### Construção e entrada ao serviço
Os três grupos de automotoras foram construídas na Suécia entre 1947 e 1949, tendo a futura série 0100 sido fabricada em 1948. As primeiras automotoras, da futura Série 0050, entraram ao serviço numa cerimónia oficial em 20 de Março. No entanto, apenas alguns meses depois, foi necessário substituir estas automotoras pelas suas congéneres longas, devido à sua maior capacidade, tendo a sua introdução ao serviço sido realizada no dia 22 de Novembro, em Estremoz, com a presença dos engenheiros Roberto de Espregueira Mendes, director geral da CP, e Alberto Carlos de Lima e Sousa Rego.
Estas duas séries, em conjunto com a de via estreita, foram as primeiras automotoras a gasóleo importadas a funcionar em território nacional.

### Serviço activo

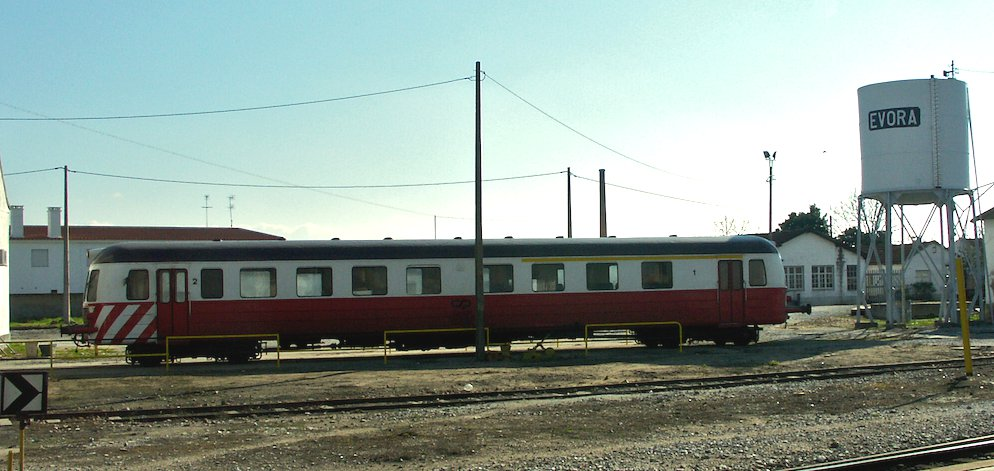
Uma Nohab em Évora, em 2004.

Aquando da cerimónia de inauguração da tracção eléctrica na Linha de Sintra e no troço entre Lisboa-Santa Apolónia e o Carregado da Linha do Norte, em 28 de Abril de 1957, uma automotora desta série participou no cortejo inaugural, junto com um atrelado.
Em 1 Novembro de 1954, foram introduzidas na Linha do Algarve, melhorando consideravelmente os serviços, em relação às antigas composições rebocadas por locomotivas a vapor, uma vez que permitiam uma maior velocidade, e, consequentemente, o número de circulações. Tiveram um enorme sucesso, circulando frequentemente completas, mesmo quando rebocavam o atrelado, tendo-se tornado uma imagem de marca da região. Só para o seu serviço, foram criadas duas paragens no Ramal de Lagos, uma na Figueira, e outra em Alvalede. Extinguiram quase totalmente os serviços de passageiros por locomotivas a vapor no Ramal, restando apenas um comboio a vapor de mercadorias que rebocava uma carruagem de terceira classe.
Em 1966, entraram ao serviço as locomotivas da Série 1200 no Algarve, com o objectivo de render as últimas locomotivas a vapor, tendo desde logo começado a dominar os serviços nesta região, acabando por substituir completamente, alguns anos depois, as Nohabs. Em 1970, ainda circulavam oito automotoras desta série em cada sentido, uma delas ligando Lagos a Silves; no ano seguinte, foram introduzidos três comboios semi-directos entre Lagos e Vila Real de Santo António, também assegurados pelas Nohabs. Em 1974, principiou o serviço directo de Lagos ao Barreiro, inicialmente utilizando estas automotoras; no entanto, apenas cerca de cinco anos depois, foram substituídas por comboios rebocados por locomotivas da Série 1300.
Em 1980, voltaram a entrar ao serviço, após terem sido retiradas para um processo de modernização.

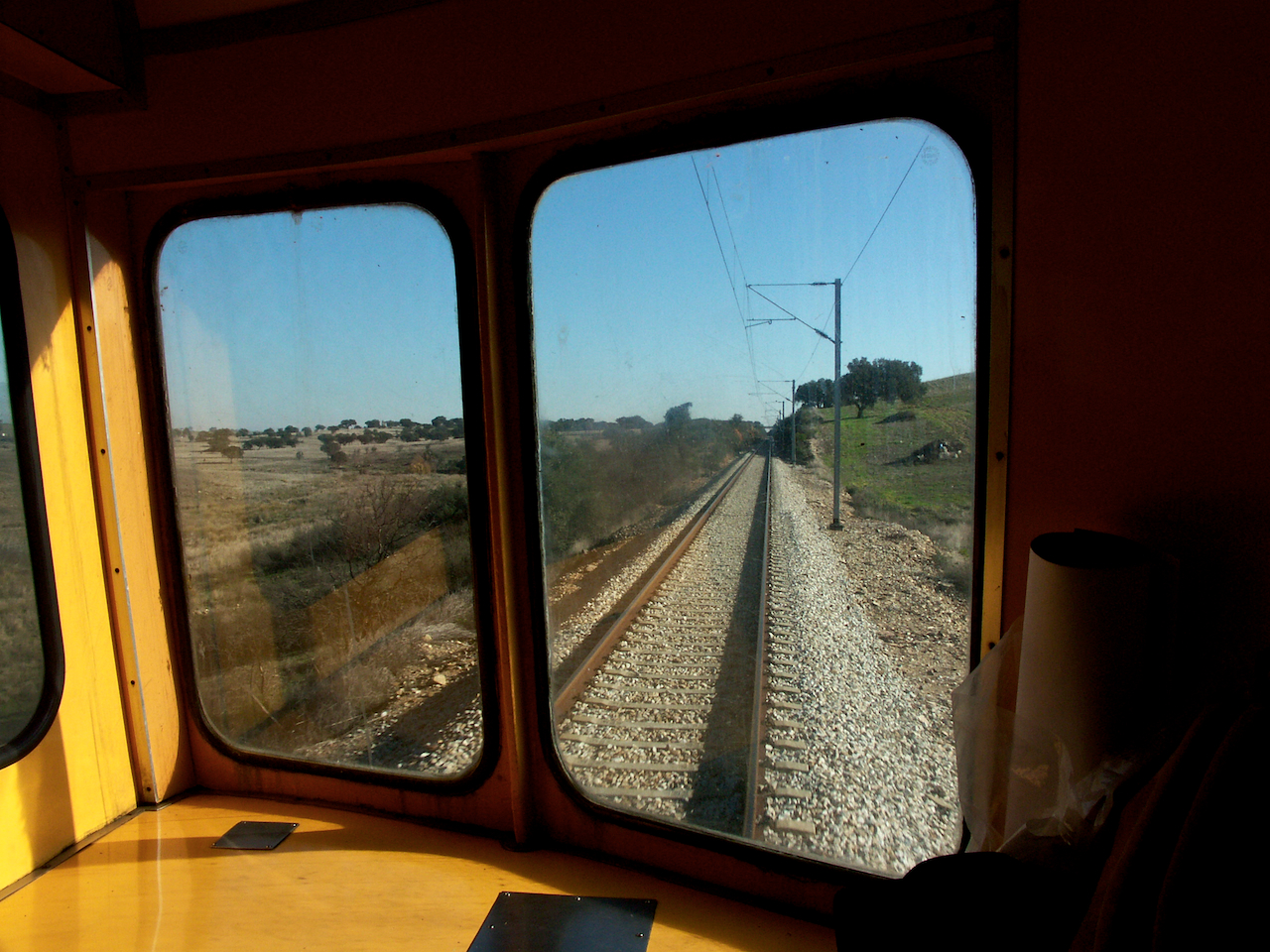
Uma Nohab circulando junto a Ourique, em 2004. Metade da janela fronteira comunica com a área acessível aos passageiros.

Em 1992, estavam a fazer serviços da tipologia Omnibus, até Badajoz. Neste ano, os seus interiores sofreram um processo de remodelação. Em 1995, estas automotoras podiam ser encontradas a assegurar, entre outras ligações, os serviços Regionais no Ramal de Cáceres. Nesta altura, já eram as automotoras de tracção térmica mais antigas a assegurar serviços públicos regulares na Europa Ocidental. Também realizaram serviços na Linha de Sines.

### Preservação
Em 1998, a automotora número 0101 foi apresentada, com o seu esquema de cores original, em tons verde e creme, na exposição de material ferroviário 50 Anos do Diesel, organizada pelo Museu Nacional Ferroviário, junto à Estação Ferroviária do Entroncamento.

## Descrição

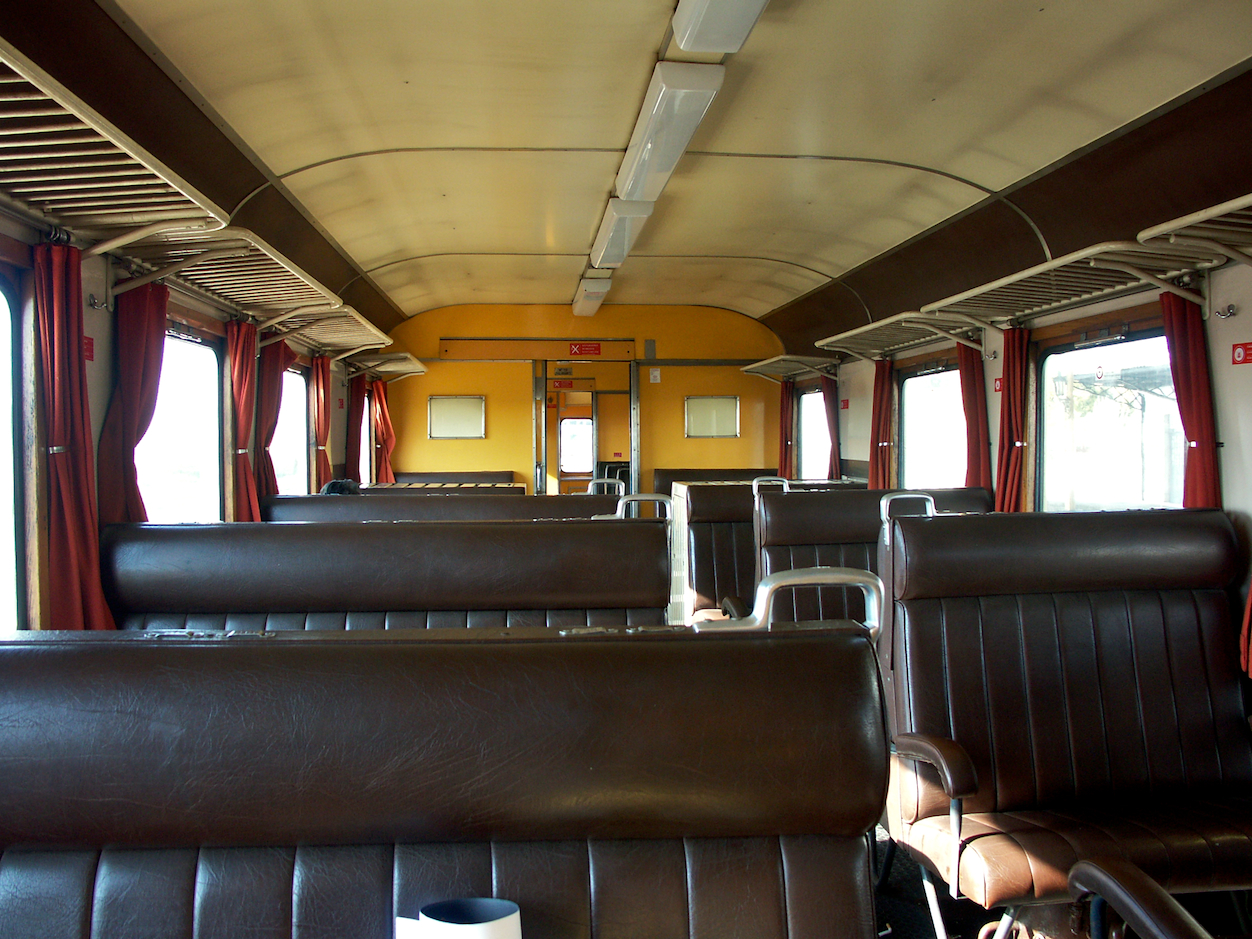
Aspeto do interior.

Esta série era constituída por quinze automotoras de bitola ibérica, numeradas originalmente de MY 101 a MY115, e posteriormente de 20101 a 20115. Apesar das suas reduzidas dimensões, possuíam uma zona dedicada às bagagens e dois salões para passageiros, para primeira e segunda classes, que originalmente eram de primeira e terceira classes. Uma das suas desvantagens era o reduzido isolamento sonoro, provocando desta forma um grande ruído no interior dos veículos, quando se encontravam em funcionamento.
Sofreram um processo de modificação, tendo ficado equipadas com bisséis de dois eixos, dos quais apenas o eixo interior era motorizado.
As automotoras desta série utilizavam originalmente motores Scania-Vabis, e transmissão hidráulica.

## Ficha técnica
- Tipo de tracção: Diesel-Hidráulica[13]
- Construtores:

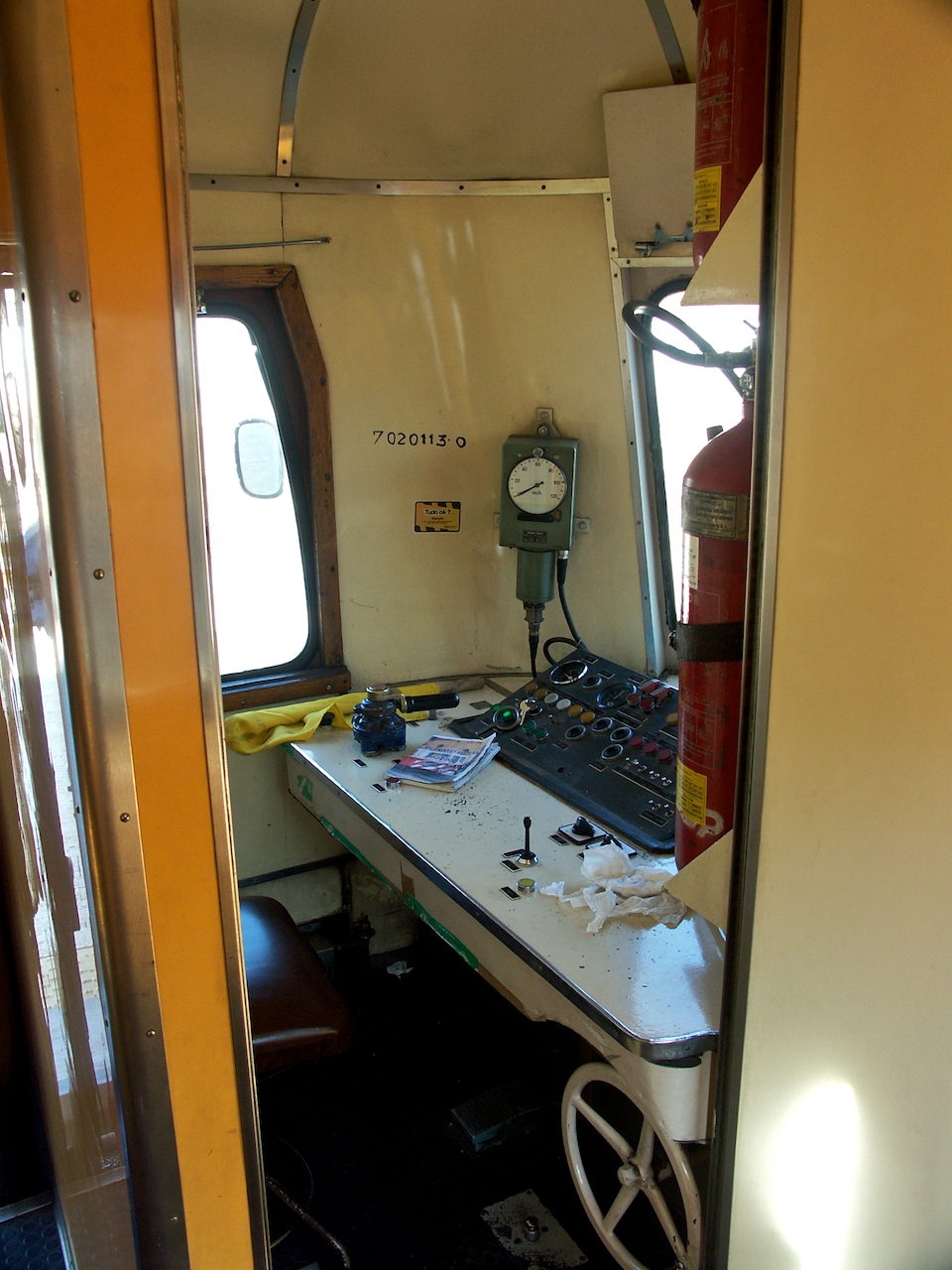
Cabina de condução da unidade número 0113.

  - Partes mecânicas: Nydqvist & Holm AB (NOHAB) [13]
  - Motor a gasóleo: Scania-Vabis[13]
- Ano de entrada ao Serviço: 1948[11]
- Nº de unidades construídas: 15[13]
- Velocidade máxima: 100 km/h[13][9][5]
- Bitola de via: 1668 mm[11]
- Disposição dos rodados: 1A-A1[2]
- Potência nominal (rodas): 185 kW / 252 Cv[13]
- Lotação:
  - Primeira classe: 24[13]
  - Segunda classe: 46[13]
- Transmissão:
  - Tipo: Mecânico-Hidráulica[9]

### Lista de material
| :  | qt. | estado                   |
| -- | --- | ------------------------ |
| ⏭︎  | 6   | vendidas, no estrangeiro |
| ⚒︎  | 1   | em reparação             |
| ✖︎  | 8   | demolidas                |
| 15 | 15  | (total)                  |

| №    | : | a           | observações                    | n.º ant.    |
| ---- | - | ----------- | ------------------------------ | ----------- |
| 0101 | ⏭︎ | 2014        | Tren universitario de La Plata | ACmfy 1051  |
| 0102 | ✖︎ | 1970        | abatida após acidente          | ACmfy 1052  |
| 0103 | ✖︎ | 1964        | abatida após acidente          | ACmfy 1053  |
| 0104 | ✖︎ | 1968        | abatida após acidente          | ACmfy 1054  |
| 0105 | ⏭︎ | 2014        | Tren universitario de La Plata | AC2mfy 101  |
| 0106 | ⏭︎ | 2014        | Tren universitario de La Plata | AC2mfy 102  |
| 0107 | ✖︎ | 2012        | [ porquê? ]                    | AC2mfy 103  |
| 0108 | ✖︎ | 2012        | [ porquê? ]                    | AC2mfy 104  |
| 0109 | ✖︎ | 2012        | [ porquê? ]                    | AC2mfy 105  |
| 0110 | ⏭︎ | [ quando? ] | UGOFE-LGR                      | AC2mfy 106  |
| 0111 | ⚒︎ | [ quando? ] | prop. M.N.F., restauro APAC    | AC2mfy 1001 |
| 0112 | ✖︎ | 2012        | [ porquê? ]                    | AC2mfy 1002 |
| 0113 | ⏭︎ | 2014        | Tren universitario de La Plata | AC2mfy 1003 |
| 0114 | ⏭︎ | 2014        | Tren universitario de La Plata | AC2mfy 1004 |
| 0115 | ✖︎ | 2012        | [ porquê? ]                    | AC2mfy 1005 |